# إدي لانغ (مغني)
إدي لانغ (بالإنجليزية: Eddie Lang)‏ هو مغني أمريكي، ولد في 15 يناير 1936، وتوفي في 10 مارس 1985.

## وصلات خارجية
- إدي لانغ على موقع ميوزك برينز (الإنجليزية)
- إدي لانغ على موقع ديسكوغز (الإنجليزية)
- إدي لانغ على موقع ديسكوغز (الإنجليزية)
- إدي لانغ على موقع ديسكوغز (الإنجليزية)
- إدي لانغ على موقع ديسكوغز (الإنجليزية)